# Pervomajszkij (Kirovi terület)
Pervomajszkij (oroszul: Первомайский) zárt közigazgatási egység (ZATO) Oroszország Kirovi területén.
Lakossága: 75 141 fő (a 2010. évi népszámláláskor).
A Kirovi terület keleti részén, Kirov területi székhelytől 70 km-re északkeletre, Jurja járási székhely közelében helyezkedik el. A legközelebbi vasútállomás 7 km-re van.
1959-ben alapították, amikor a körzetben számos katonai objektumot létesítettek. 1992 óta zárt közigazgatási egység (ZATO), korábban Jurja-2 néven említették. Két településből áll, de közülük csak az egyiket lakják. A másik, kb. 55 km-rel távolabb fekvő településrész elhagyatott.
A 8. számú (melitopoli) rakétadivízió állomáshelye. A településen kórház és rendelőintézet, kultúrház, óvodák, iskolák, könyvtárak, kereskedelmi egységek működnek. Lakóinak többsége a katonai objektumoknál van szolgálatban, kisebb része helyi jelentőségű vállalatoknál dolgozik.